# Division d'un polynôme
En algèbre, l'anneau K[X] des polynômes à une indéterminée X et à coefficients dans un corps commutatif K, comme celui des nombres rationnels, réels ou complexes, dispose d'une division euclidienne, qui ressemble formellement à celle des nombres entiers. Si A et B sont deux polynômes de K[X], avec B non nul, il existe un unique couple (Q, R) de polynômes de K[X] tel que :
Ici l'expression deg S, si S désigne un polynôme, signifie le degré de S. Cette division confère à l'ensemble des polynômes une arithmétique analogue à celle des nombres entiers, avec pour conséquence, l'identité de Bézout, le lemme d'Euclide ou encore un équivalent du théorème fondamental de l'arithmétique, où les nombres premiers sont remplacés par les polynômes unitaires irréductibles  (cf. l'article « Arithmétique des polynômes »).
Il existe une deuxième division, dite selon les puissances croissantes. Elle est utilisée pour les fractions rationnelles et permet une décomposition en éléments simples.

## Division euclidienne

### Préambule

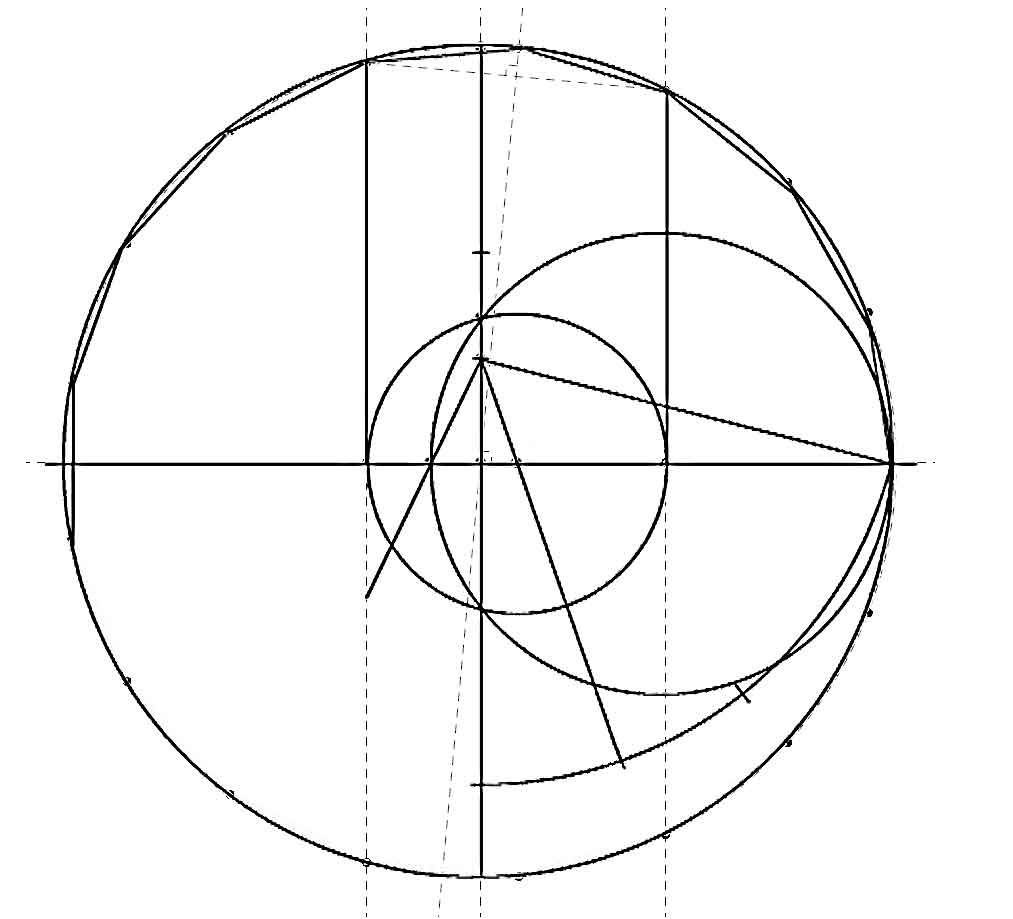
La division euclidienne dans un anneau de polynômes permet de construire à la règle et au compas l'heptadécagone (le polygone régulier à 17 côtés).

En 1801, Carl Friedrich Gauss publie son premier livre de mathématiques, intitulé Disquisitiones arithmeticae. Il démontre en particulier l'existence d'une nouvelle figure constructible à la règle et au compas, le polygone régulier à 17 côtés. La méthode qu'il utilise consiste à considérer un polynôme, non comme une fonction mais comme élément d'une structure, que l'on appelle maintenant anneau, doté d'une addition et d'une multiplication. Les éléments ne sont pas tous inversibles, rapprochant en cela cette structure de celle des nombres entiers. Cette analogie est rendue plus profonde si les coefficients des polynômes sont choisis dans un corps, c'est-à-dire un anneau dans lequel tous les éléments différents de 0 possèdent un inverse. La structure dispose alors d'une division euclidienne à l'image de celle des entiers.
Sur un anneau commutatif, c'est-à-dire dont la multiplication est commutative, disposant d'une division euclidienne, on retrouve les résultats principaux de l'arithmétique élémentaire. Gauss s'exprime ainsi, en parlant de l'usage des techniques de la théorie algébrique des nombres (qu'il appelle arithmétique transcendante) pour les polynômes : « La théorie de la division du cercle ou des polygones réguliers n'appartient pas par elle-même à l'Arithmétique, mais ses principes ne peuvent être tirés que de l'Arithmétique transcendante. Ce résultat pourra sembler aux géomètres, aussi inattendu que les vérités nouvelles qui en dérivent, et qu'ils verront, j'espère, avec plaisir. »
Son objectif est de trouver les racines du polynôme cyclotomique, c'est-à-dire de la forme Xn – 1, où n est un entier strictement positif. Comme ℚ[X] possède une structure analogue à celle des entiers, on y retrouve l'équivalent des nombres premiers, appelés ici facteurs irréductibles. Ce résultat se démontre exactement comme pour les nombres entiers. Ces facteurs portent le nom de polynômes cyclotomiques. La démonstration qu'il propose (et qui se trouve dans l'article associé) utilise un autre anneau de polynômes, sur le corps ℤ/pℤ, où p désigne un nombre premier. Cette structure dispose encore d'une division euclidienne et donc d'une arithmétique analogue à celle des nombres entiers.
Augustin Louis Cauchy étudie l'anneau ℂ[X] des polynômes à coefficients complexes et présente, en 1847, une démonstration de l'analogue, pour cet anneau, du dernier théorème de Fermat. L'anneau ℂ[X] possède, par rapport à celui des nombres entiers, quelques propriétés supplémentaires (tout élément inversible possède n racines n-ièmes de l'unité), ce qui permet à Cauchy de conclure et d'ouvrir une porte à de nouvelles méthodes de démonstrations.

### Théorème et définitions
Dans le reste de l'article K désigne un corps commutatif, qui peut par exemple être égal à ℚ celui des nombres rationnels, ℝ celui des réels ou ℂ celui des complexes. Le résultat principal du paragraphe découle d'un théorème :
Théorème de la division euclidienne des polynômes, — Soient A et B deux polynômes à coefficients dans K, avec B non nul, il existe un unique couple (Q, R) tel que A est égal à BQ + R et le degré de R est strictement plus petit que celui de B.
Quotient et reste — Dans la division euclidienne ci-dessus de A par B, le polynôme Q est appelé le quotient et R reste.
Ce couple (Q, R) n'est unique que parce qu'on a imposé que le degré de R soit strictement plus petit que celui de B. Si A est égal à X3 – X2 + 1 et B à X2, dans les deux égalités suivantes, seule la première correspond à la division euclidienne de A par B car dans la deuxième, –2X2 + 1 est de même degré que B :
Le degré, qui sert à définir la division euclidienne, est appelé un « stathme » (cf. l'article « Anneau euclidien »).

### Exemple et algorithme
La démonstration offre aussi un algorithme de calcul, analogue à celui de la division euclidienne dans les entiers. Illustrons-le sur l'exemple suivant
Dans un premier temps, on calcule le couple de polynômes (P1, R1) de l'égalité (2). Le polynôme P1 est un monôme égal à X3 (trouvé en divisant le membre de plus haut degré de A (1.X5) par le membre de plus haut degré de B (1.X2)) et R1 vérifie l'égalité :
Ce que l'on écrit :
Le même calcul est effectué sur R1 pour calculer le couple (P2, R2)
Ce qui permet de compléter :
Une dernière étape permet de conclure :
L'identité de la division euclidienne est maintenant établie :
Une présentation plus compacte et efficace de ces calculs est donnée dans l'article Division synthétique.

## Division selon les puissances croissantes

### Théorème et définition
L'analyse utilise aussi une autre division, dite selon les puissances croissantes. Elle joue un double rôle, pour les fonctions rationnelles et les développements limités. Intégrer une fonction rationnelle est aisé une fois qu'elle est décomposée en éléments simples. L'algorithme de décomposition fait appel à la division selon les puissances croissantes. Pour calculer le développement limité d'une fonction, s'exprimant sous forme de fraction, la méthode la plus simple est parfois de calculer le développement limité du numérateur et du dénominateur. La division selon les puissances croissantes offre un développement limité de la fraction.
Le théorème établissant l'existence et l'unicité de cette division est un peu analogue au précédent, sur la division euclidienne :
Théorème de la division selon les puissances croissantes — Soient A et B deux polynômes à coefficients dans K. On suppose que le terme constant de B n'est pas nul et on note p un entier supérieur ou égal à 0. Il existe un unique couple de polynômes (Q, R) tel que A soit égal à BQ + Xp + 1R et tel que le degré de Q soit inférieur ou égal à p.
Le vocabulaire est le même que celui de la division euclidienne, on parle encore d'identité de la division selon les puissances croissantes, de quotient et de reste.

### Exemple et algorithme
La méthode de calcul est exactement la même que celle du paragraphe précédent, il suffit d'ordonner le polynôme dans le sens inverse. Illustrons-le avec les polynômes suivants :
On obtient, si p est égal à 3 :
Ce qui s'écrit :

### Applications

#### Développement limité de quotient
Pour obtenir le développement limité à l'ordre n en 0 d'un quotient dont le dénominateur n'est pas nul en 0, il suffit d'effectuer la division selon les puissances croissantes des parties régulières à l'ordre n des développements limités des numérateur et dénominateur respectivement ; le quotient est la partie régulière du développement limité cherché, et l'on peut s'abstenir de calculer les termes de degrés strictement supérieurs à n dans la colonne des restes.
Par exemple, pour calculer le développement limité à l'ordre 5 en 0 de la fonction tangente, on considère les parties régulières respectives du sinus et du cosinus:
puis on effectue la division selon les puissances croissantes à l'ordre 5, en tronquant les restes partiels successifs:
d'où le résultat cherché (la partie régulière étant en fait valable à l'ordre 6 par un argument de parité) :

#### Décomposition en éléments simples
La division selon les puissances croissantes permet, après un changement de variable affine pour se ramener à un pôle en 0, de déterminer les éléments simples correspondant à un pôle d'ordre quelconque.

## Anneau commutatif unitaire intègre

### Absence de division euclidienne
La démonstration de l'existence d'une division euclidienne d'un polynôme par un polynôme non nul utilise le fait que le diviseur est non seulement non nul mais de coefficient dominant inversible. Une question naturelle est celle de l'existence d'une division euclidienne pour l'anneau A[X] des polynômes à coefficients dans un anneau (commutatif unitaire) intègre A, comme l'anneau ℤ des entiers (dans ce cas A[X] désigne l'anneau des polynômes à coefficients entiers) ou l'anneau ℝ[Y] des polynômes en une indéterminée Y à coefficients réels (dans ce cas, A[X] désigne l'anneau ℝ[X, Y] des polynômes en deux indéterminées).
Cas d'un anneau (commutatif unitaire) intègre — Soit A un anneau intègre. Si A n'est pas un corps, alors l'anneau des polynômes à coefficients dans A ne dispose d'aucune division euclidienne.
En effet, cet anneau n'est pas euclidien ni même seulement principal, car il n'est même pas de Bézout, c'est-à-dire qu'il ne vérifie pas la propriété de Bézout : A contient au moins un élément a non nul et non inversible, et le polynôme constant 1, PGCD des deux polynômes X et a, ne s'écrit pas sous la forme XU + aV.

### Palliatifs
L'analyse de la démonstration de l'existence d'une division euclidienne montre que :
Proposition — Soient N et M deux polynômes à coefficients dans A, avec M non nul. Si le coefficient dominant de M est inversible alors, il existe un unique couple (Q, R) satisfaisant à l'identité de la division euclidienne de N par M :
Dans le cas général, il existe encore un résultat qui s'applique :
Proposition — Soient N et M deux polynômes à coefficients dans A, avec M non nul. Il existe un élément non nul λ de A et un unique couple (Q, R) satisfaisant à l'identité de la division euclidienne de λN par M :
Pour le démontrer, on construit K le corps des fractions de A, exactement comme on construit le corps des nombres rationnels sur l'anneau des entiers ou le corps des fractions rationnelles sur les polynômes. Les polynômes M et N peuvent aussi être vus comme des polynômes à coefficients dans K, de la même manière qu'un polynôme à coefficients entiers peut être aussi vu comme un polynôme à coefficients rationnels. Dans K[X], la division euclidienne est possible et il existe un couple Q1 et R1 de polynômes à coefficients dans K satisfaisant à l'identité de la division euclidienne de N par M et :
Soit λ un multiple des dénominateurs des coefficients de Q1 et R1, la multiplication de l'égalité précédente par λ montre que :
Comme λ est un multiple des dénominateurs des coefficients de Q1 et R1, par définition de Q et R, ce sont bien des polynômes à coefficients dans A. L'unicité est une conséquence de celle de la division euclidienne dans un anneau de polynômes à coefficients dans un corps. L'égalité de la division peut être vue comme l'identité de la division euclidienne de λN par M dans K, l'unicité de cette identité montre celle recherchée.
Remarque 1 : Attention, ce n'est pas λ qui est unique, ce sont les polynômes Q et R, une fois λ choisi.
Remarque 2 : Si A n'est pas commutatif, il existe encore certains résultats ; ils sont décrits dans l'article « Anneau non commutatif de polynômes ».